# Christopher Schmidt (Journalist)
Christopher Schmidt (* 5. Oktober 1964 in Hilden; † 1. März 2017 in München) war ein deutscher Journalist sowie Theater- und Literaturkritiker. Zuletzt verantwortete er das Literaturressort der Süddeutschen Zeitung, für deren Feuilleton er seit 2001 schrieb.

## Leben
Schmidt wuchs in Düsseldorf als Sohn eines Bühnenbildners und einer Kostümbildnerin auf. Er studierte an der dortigen Universität und in Berlin Germanistik und Philosophie. Anschließend war er freier Journalist und schrieb Kritiken für die Frankfurter Allgemeine Zeitung, Die Zeit und die Berliner Zeitung. 2001 wurde er Redakteur beim Feuilleton der Süddeutschen Zeitung. Dort schrieb er anfangs Theaterkritiken, später wurde er der Literaturchef der Zeitung.
Schmidt war Dozent an der Deutschen Journalistenschule in München sowie Mitglied verschiedener Preisjurys der Landeshauptstadt München. 2015 war er Mitglied der Jury zur Wahl des Deutschen Buchpreises. Von 2008 bis 2010 war Christopher Schmidt Juror beim Theatertreffen der Berliner Festspiele. Seit 2008 war er Mitglied der Jury für den jährlich vergebenen Jürgen Bansemer & Ute Nyssen Dramatikerpreis.
Schmidt war in zweiter Ehe verheiratet und Vater zweier Kinder aus erster Ehe. Er lebte mit seiner Frau im Münchner Stadtteil Altbogenhausen.